# Хуалянь (повіт)
Хуалянь (кит. трансліт: Hua¹-lien² Hsien⁴; Піньїнь: Huālián Xiàn; тайванська ПОЗ: Hoa-lian-koān or Hoa-liân-koān) — повіт на східному узбережжі Республіки Китай (Тайвані). Це найбільший округ країни за площею, але через гірський рельєф має одне з найнижчих значень чисельності населення в країні. Центр округу та найбільше місто — місто Хуалянь.
Більшість населення проживає в долині Хуадун, яка тягнеться з півночі на південь, затиснута між Центральним і Хайаньським гірськими хребтами. Завдяки сільському характеру повіту, Хуалянь приваблює багатьох відвідувачів своїм природним середовищем, яке включає ущелину Тароко, скелю Ціншуй і пляж Цісінтан.
Хуалянь — найвідоміший і найпопулярніший туристичний напрямок Тайваню. Він відомий як «Найпривітніше місто № 2 на Землі» за версією Booking.com у 2023 році, і є єдиним азійським містом у цьому списку.. В ньому розташований Національний парк Тароко.

## Історія

### Рання історія

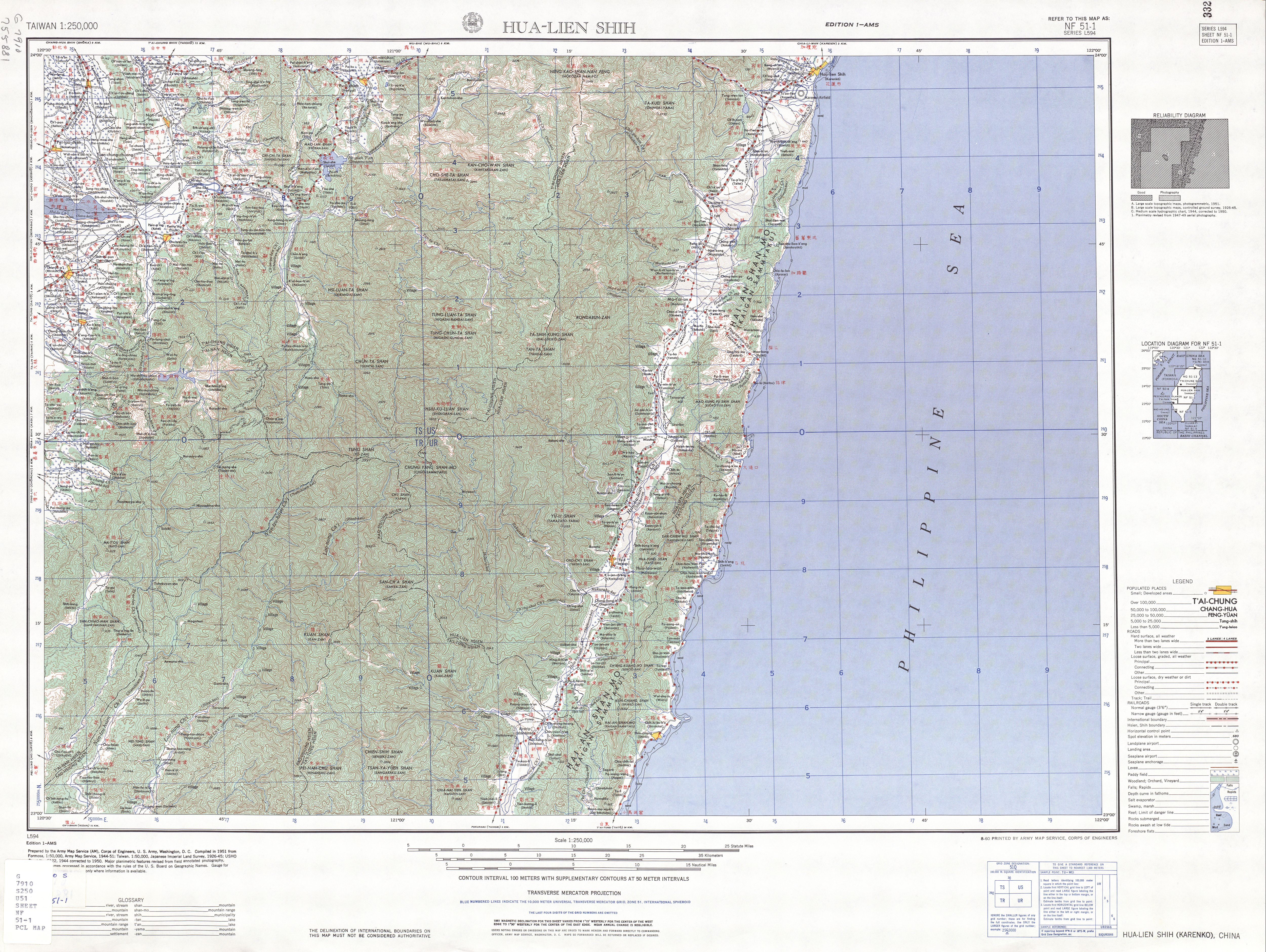
Хуалянь (1951)

Місто Хуалянь спочатку називалося Кілай (кит.: 奇萊: 奇萊; пе̍h-ōe-jī: Kî-lâi), на честь тайванських аборигенів Сакірая та їхнього поселення.
Іспанські поселенці прибули сюди 1622 року, щоб шукати золото. Підхопивши звуки місцевих слів, ці поселенці назвали місцевість Турумоан (多羅滿; To-lô-boán). Китайські поселенці з династії Хань прибули у 1851 році. У документах династії Цин регіон дістав назву Хуйлан (洄瀾; Hoê-liân; «вихори») через завихрення вод у дельті.

### Японська імперія
Під час японського колоніального періоду Тайваню (1895—1945) японські губернатори острова вирішили не транслітерувати назву «Кірай», оскільки японська вимова цього слова нагадувала японське слово, що означає «неприязнь, огида» (嫌い, kirai). Офіційною назвою стала Каренко (花蓮港, Karenkō). Префектура Каренко складалася з сучасного повіту Хуалянь. Наприкінці Другої світової війни генерал-губернатор Тайваню переселив багатьох японських мешканців Тайваню до цієї місцевості з метою розвитку сільського господарства.

### Китайська Республіка
Після переходу Тайваню від Японії до Китайської Республіки в жовтні 1945 року, 9 січня 1946 року Хуалянь був створений як повіт під назвою Хуалянь провінції Тайвань. У 1951 році Хуалянь став першим повітом на Тайвані, яким почали керувати відповідно до закону про місцеву автономію РПЦ. Нині район Хуалянь слугує ключовим центром населення на східному узбережжі, а також одним з п'яти основних регіонів життєвого кола Тайваню, разом з Тайбеєм, Тайчжуном, Тайнаном і Гаосюном.

## Географія

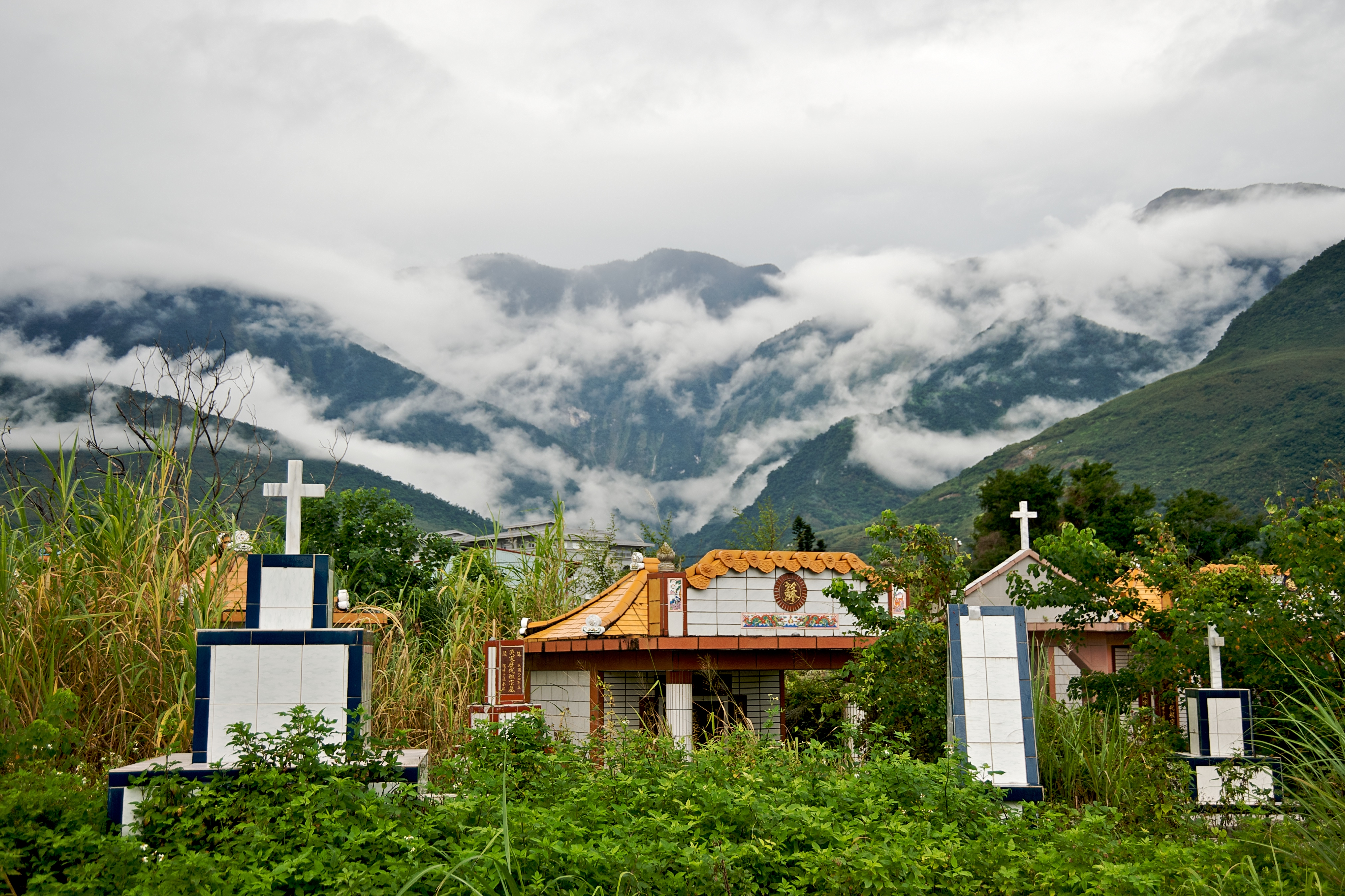
Центральний гірський хребет

Повіт Хуалянь розташований на сході острова Тайвань. На схід від Тихого океану і на захід від Центрального гірського хребта. Він виходить до Тихого океану в напрямку Японії (префектура Окінава) на сході, Центрального гірського хребта на заході, межує з містом Тайчжун, округом Наньтоу і містом Гаосюн, повітом Їлань на півночі і повітом Тайтун на півдні. Він простягається приблизно на 137,5 км (85,4 милі) з півночі на південь, а його ширина коливається від 27 до 43 км (17—27 миль) зі сходу на захід. Його площа становить близько 4628,57 км² (1787,10 кв. миль) і займає одну восьму від загальної площі Тайваню.
Незважаючи на величезну площу, лише 7 % території повіту заселено. Решту території займають річки (7 %) і гори (87 %). Гори складаються з Центрального гірського хребта на заході та хребта Хайань на сході. Головні річки повіту — Хуалянь, Сюйгулуань та їхні відгалуження. Рівнини простягаються вздовж долин між обома гірськими хребтами шириною близько 3—6 км (1,9—3,7 милі). Через обмеженість ландшафту, люди Хуалянь проживають переважно на алювіальних віялах рівнин долини Хуатун.

### Адміністративний поділ
Повіт Хуалянь поділяється на 1 місто, 2 міські селища, 7 сільських селищ і 3 гірські селища корінних народів. Деякі міста мають японські назви, оскільки вони були названі японцями під час японського правління з 1895 по 1945 рік. Місто Хуалянь є адміністративним центром повіту, в якому знаходиться уряд повіту Хуалянь та повітова рада повіту Хуалянь.

## Населення

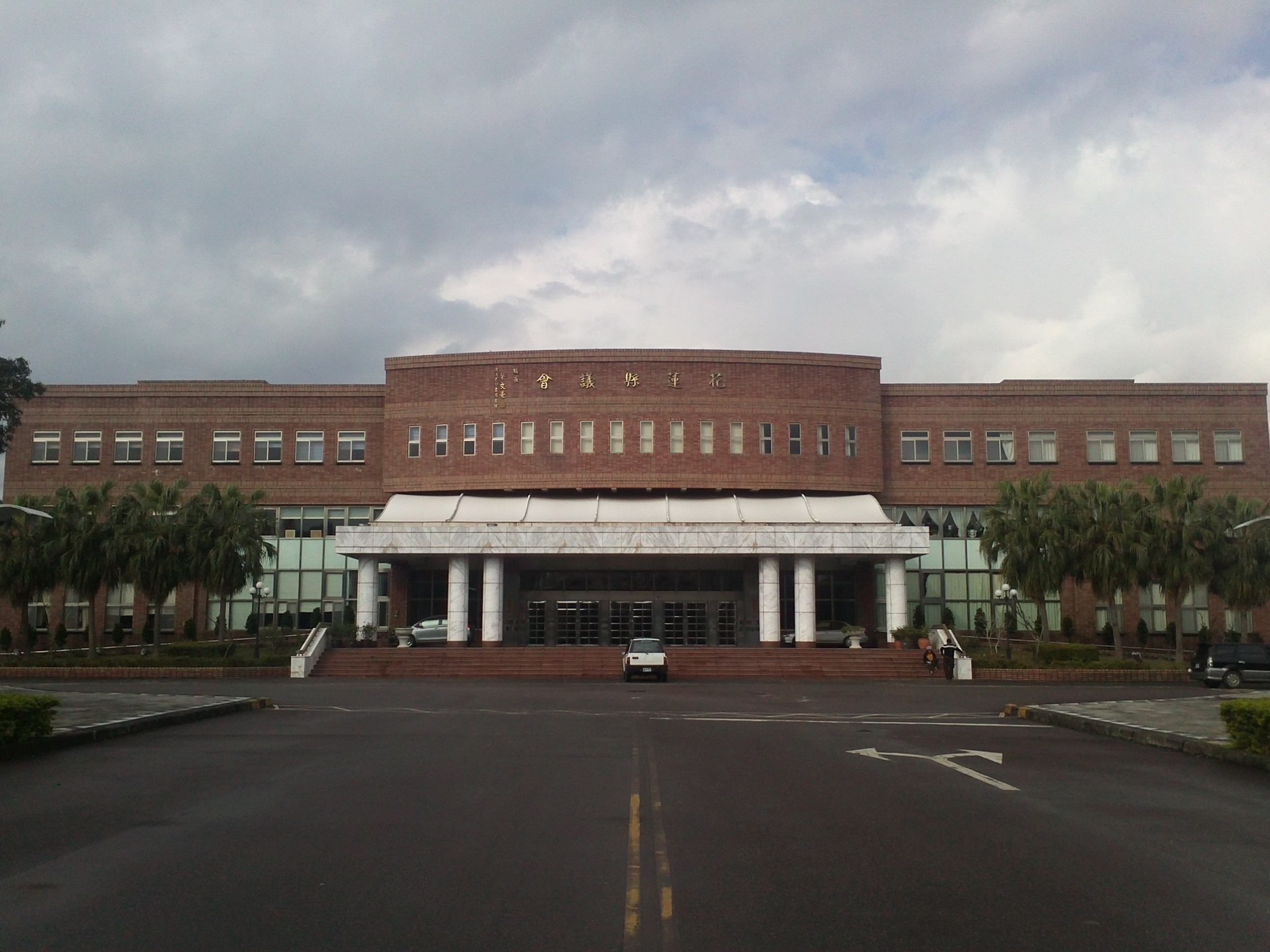
Будівля місцевого парламенту

Густота населення станом на грудень 2009 року

У окрузі Хуаліен 318 995 жителів на січень 2023 року і поділяється на 1 місто і 12 міських округів. Його пізній розвиток означає, що багато аборигенських культур, таких як Аміси, Атайал, Бунус, Труку, Сакізая і Кавалан, добре збереглися. Починаючи з 2014 року аборигенці складають 27,5 % населення округу Хуаліен (близько 91,675). Хакка становлять близько 30 % населення.
З початку 2000-х років у повіті спостерігається від'ємний приріст населення через еміграцію до інших місць за межами повіту Хуалянь, із середнім скороченням на 1 393 особи на рік за останні 18 років.
Згідно з дослідженням національного індексу щастя 2015 року, округ Хуалянь був визнаний найщасливішим місцем для життя в Тайвані серед інших 20 округів і міст завдяки високому рівню задоволеності мешканців балансом між роботою та особистим життям, умовами життя, освітою, якістю навколишнього середовища та ефективністю роботи місцевої влади.

### Релігія
У місті Хуалянь знаходиться штаб-квартира всесвітньо відомого буддистського фонду Цзу Чі. У повіті також є багато храмів. Буддизм і народні релігії популярні в повіті Хуалянь. Округ Хуалянь також має найвищу концентрацію римо-католиків на Тайвані — 9,46 % населення.

## Економіка

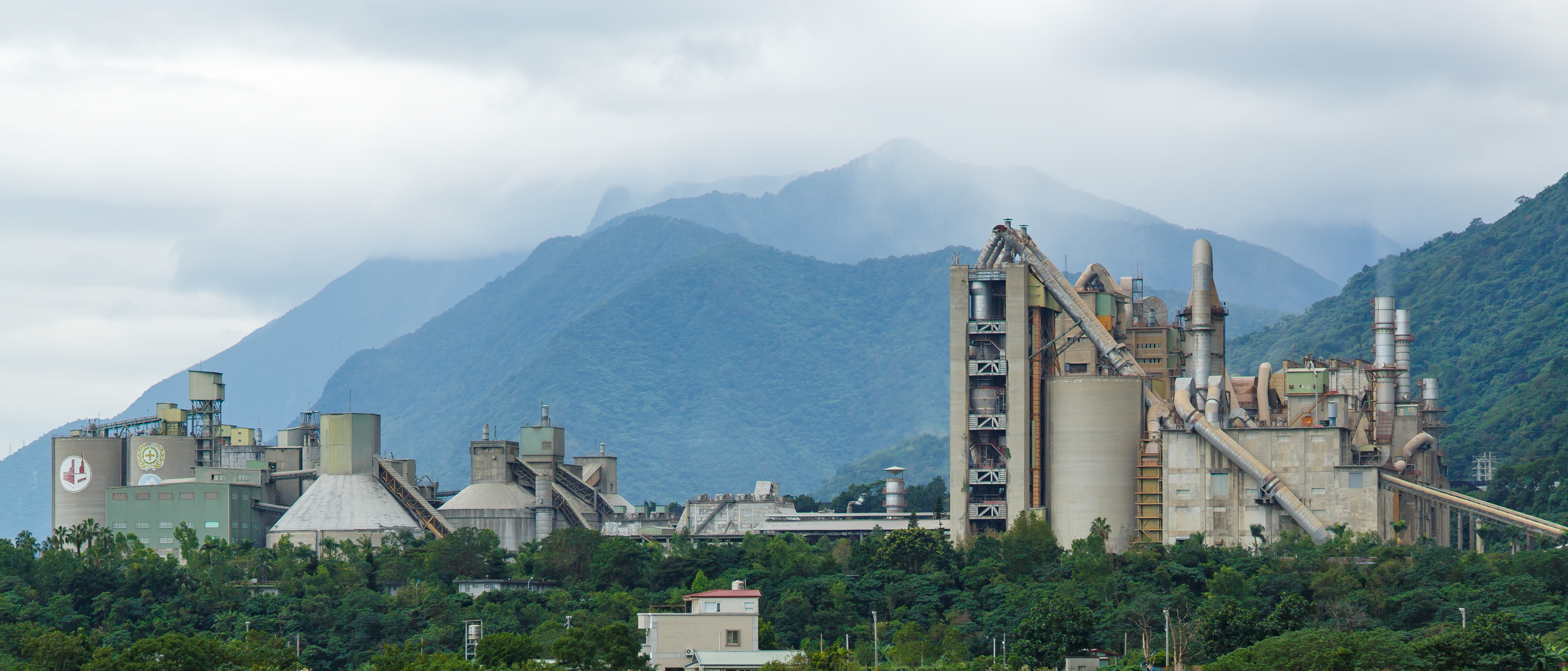
Завод цементу в місті Синьчжень.

В окрузі ведеться видобуток цементу. Завод Азійської цементної корпорації в містечку Сіньчен забезпечує майже 29 % річного виробництва цементу на Тайвані.
Станом на лютий 2023 року площа органічного землеробства в Хуаляні досягла 3 175 га, а площа органічного землеробства є найбільшою в країні, що становить 23 % від загальної площі. Завдяки чистому довкіллю, стійкій екологічній політиці та працьовитим фермерам, Хуалянь став найбільшою базою органічного сільськогосподарського виробництва на Тайвані.

## Освіта

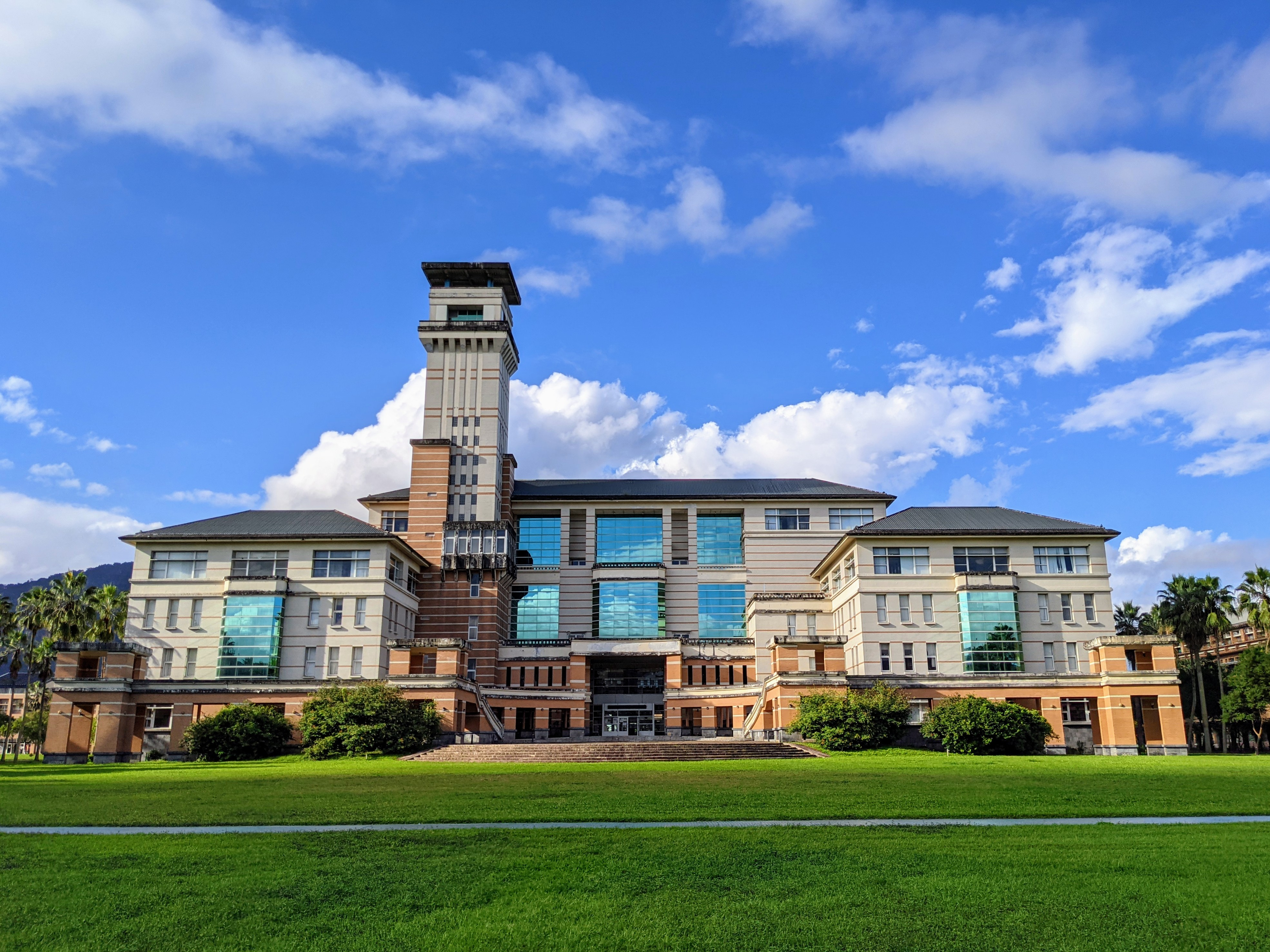
Бібліотека Національного університету Донг-Хуа

Департамент освіти округу Хуалянь налічує 6 вищих навчальних закладів у межах округу, а також 15 середніх шкіл, 35 неповних середніх шкіл і 151 початкову школу, хоча деякі з перелічених початкових шкіл були закриті протягом багатьох років через їхнє віддалене розташування або низький рівень зарахування учнів.
У окрузі Хуаліен розташовані Національний університет Донг-Хуа, Університет Цзу-Чи і Технологічний інститут Дахан.

## Галерея

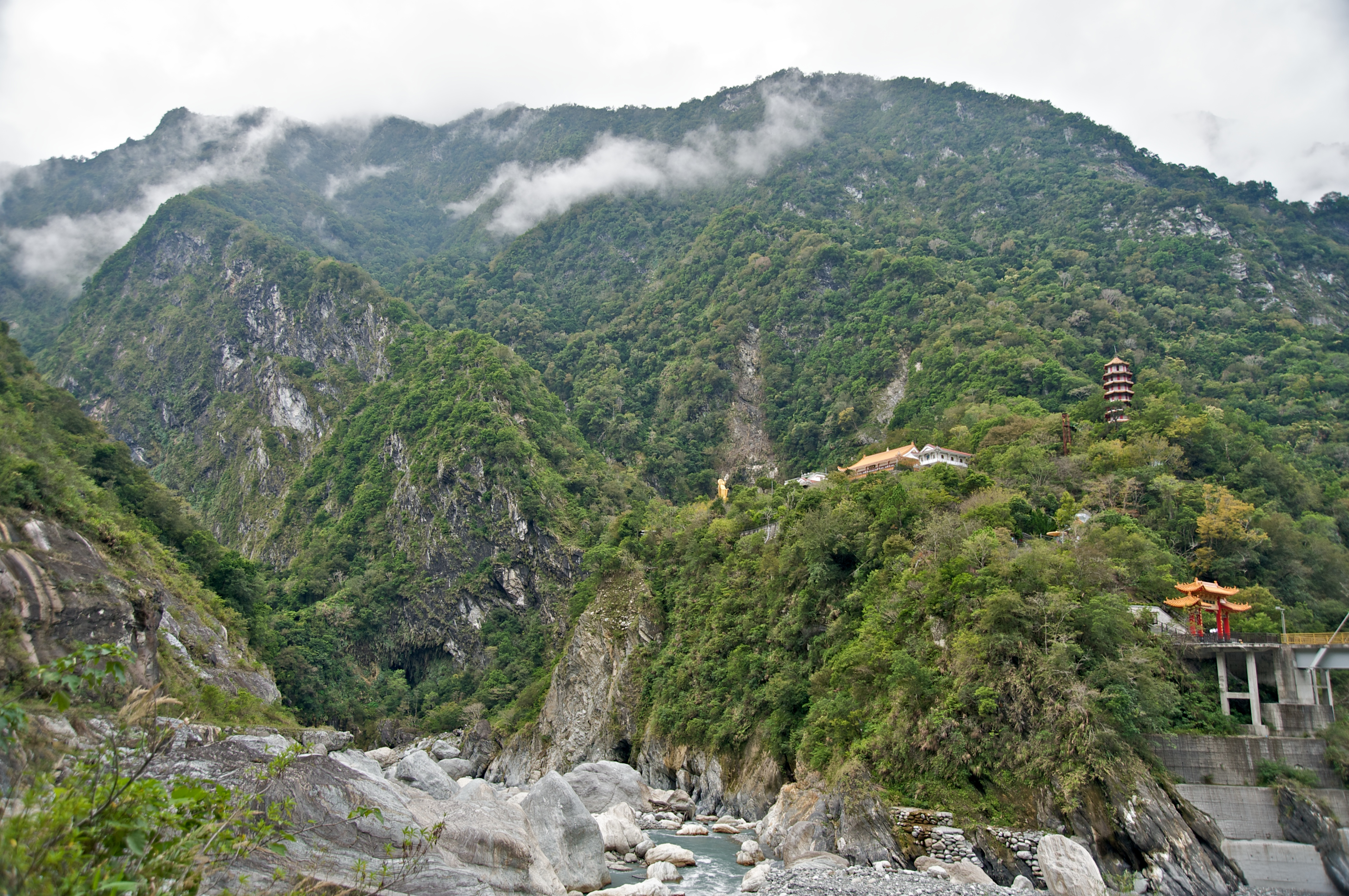
Національний парк Тароко
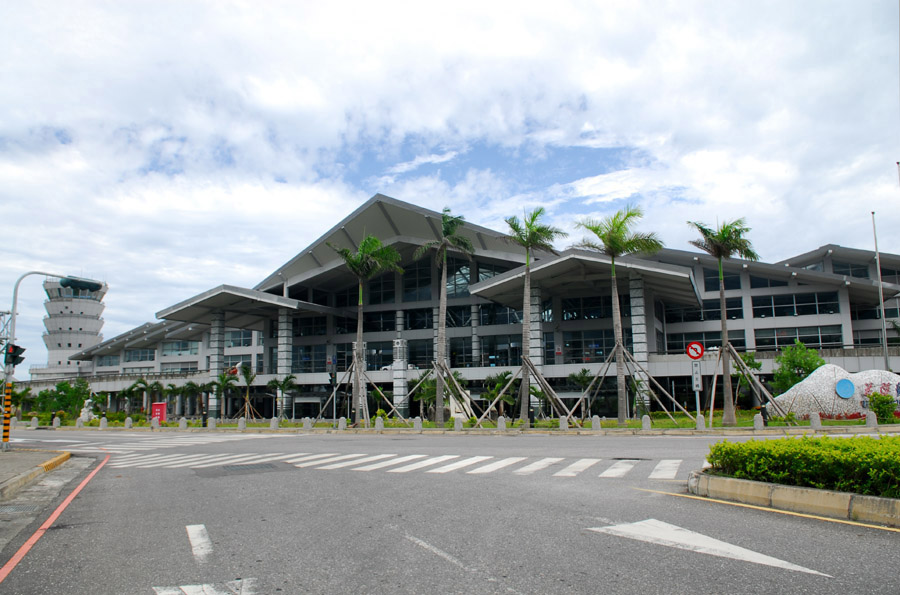
Аеропорт Хуаліен
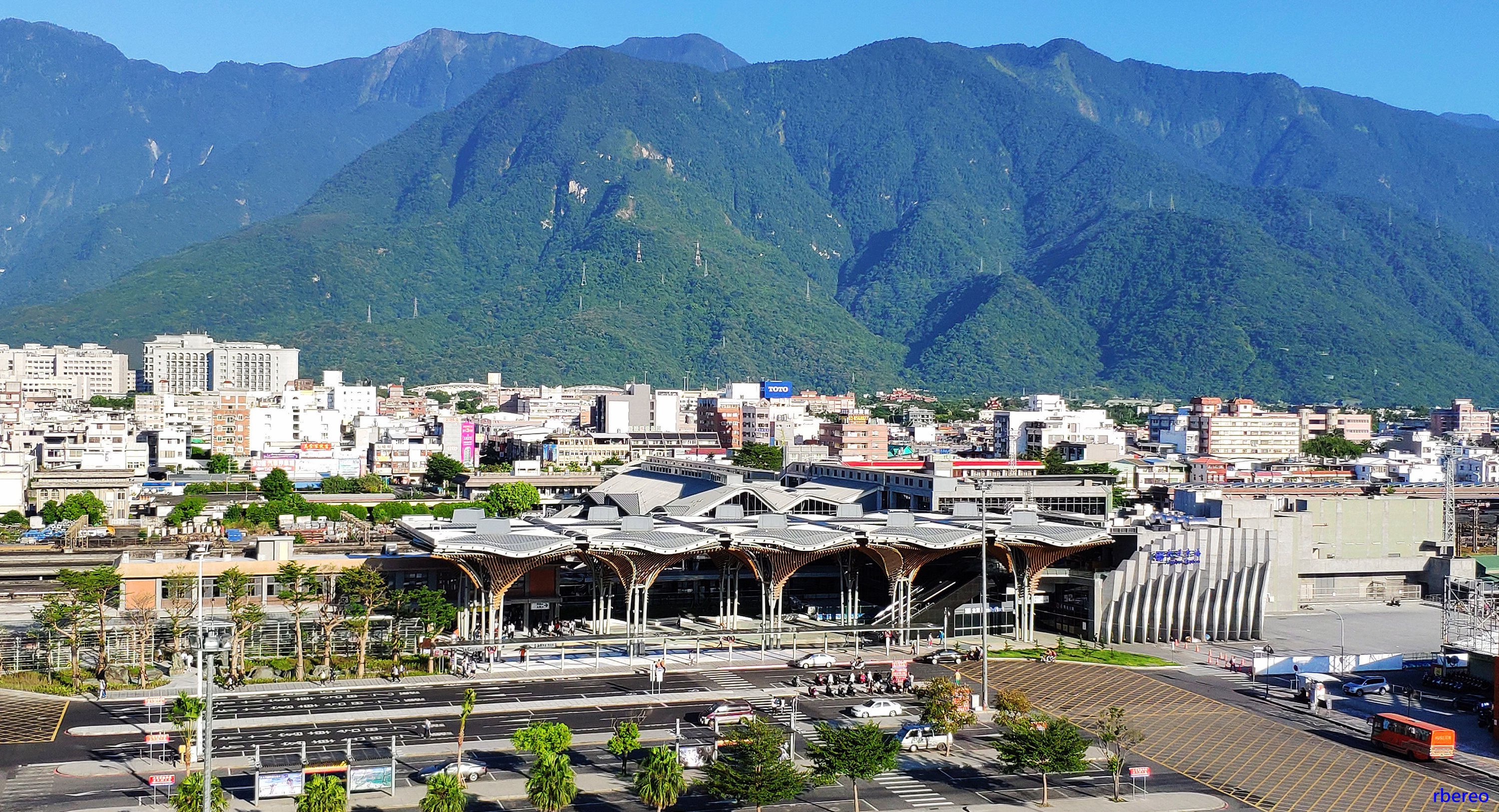
Місто Хуалянь